# Lúcio Arádio Valério Próculo
Lúcio Arádio Valério Próculo Populônio (em latim: Lucius Aradius Valerius Proculus signo Populonius) foi um oficial do século IV, ativo no reinado dos imperadores Constantino II (r. 317–340), Constante I (r. 337–350) e Constâncio II (r. 337–361).

## Vida

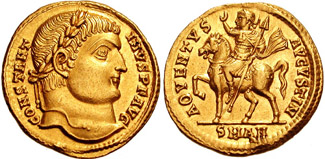
Soldo de Constantino r.

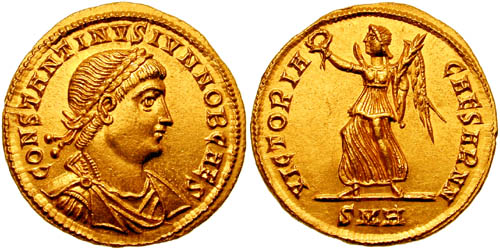
Soldo de r.

Próculo era membro de uma família nobre e foi talvez filho de Arádio Rufino e irmão de Quinto Arádio Rufino Valério Próculo. Próculo e Arádio Rufino devem ter sido seus filhos. Versos em sua honra feitos por Quinto Aurélio Símaco afirmam que descendia a partir de sua família dos Publícolas da República Romana, bem como louvam seu caráter e devoção à religião. Sua família era proprietária de uma casa no monte Célio em Roma e a maioria das suas inscrições e aquelas de seu irmão foram encontradas ali. Ele era patrono do corpo de suários e confectuários e do colégio dos pistores, bem como o imperador endereçou ao senado um documento propondo a construção de uma estátua em sua homenagem.
Foi um homem claríssimo e ocupou vários ofícios em sua carreira; todos os que ocupou até 340 foram registrados em uma inscrição: áugure, pontífice maior, quindecênviro dos fatos sagrados, pontífice flavial (Quinto Aurélio Símaco alegou que ele era pagão zeloso), pretor tutelar, legado propretor da Numídia (talvez sob o procônsul Próculo em 319), perequator do censo na Galécia, presidente de Bizacena, consular da Europa e Trácia (ca. 325/8), consular da Sicília (ca. 330), conde da segunda ordem, conde da primeira ordem (sob Constantino em Constantinopla em 333/337), procônsul da África e prefeito pretoriano (antes de 333), prefeito urbano de Roma (10 de março de 337 a 13 de janeiro de 340) e cônsul (em 340, com Sétimo Acindino). Entre 18 de dezembro de 351 e 9 de setembro de 352, sob o usurpador Magnêncio, novamente foi prefeito urbano de Roma.